# Déou (Cameroun)
Pour les articles homonymes, voir Déou.
Déou est un village du Cameroun situé dans le département de la Bénoué et la région du Nord. Il fait partie de la commune de Bibemi.
les populations pratiquaient l'agriculture,et la pêche artisanale

## Population
Lors du recensement de 2005, la localité comptait 1324 habitants.